# Bolivia op de Olympische Winterspelen 1956
Tijdens de Olympische Winterspelen van 1956, die in Cortina d'Ampezzo (Italië) werden gehouden, nam Bolivia voor de eerste keer deel.

## Deelnemers en resultaten

### Alpineskiën
| Olympiër    | Discipline       | Resultaat | Prestatie        |
| ----------- | ---------------- | --------- | ---------------- |
| René Farwig | reuzenslalom (m) | 75e       | 4.15,0 (+1.14,9) |
| René Farwig | slalom (m)       | DSQ       | diskwalificatie  |

Australië · België · Bolivia · Bulgarije · Canada · Chili · Duits eenheidsteam · Finland · Frankrijk · Griekenland · Groot-Brittannië · Hongarije · IJsland · Iran · Italië · Japan · Joegoslavië · Libanon · Liechtenstein · Nederland · Noorwegen · Oostenrijk · Polen · Roemenië ·  Sovjet-Unie · Spanje · Tsjecho-Slowakije · Turkije · Verenigde Staten · Zuid-Korea · Zweden · Zwitserland